# Ivan Bošković
Ivan Bošković (serbisch-kyrillisch Иван Бошковић, * 1. Januar 1982 in Nikšić, SFR Jugoslawien) ist ein ehemaliger montenegrinischer Fußballspieler.

## Karriere
Ivan Bošković erlernte das Fußballspielen in der Jugendmannschaft von FK Sutjeska Nikšić im montenegrinischen Nikšić. Hier stand er auch von 1999 bis 2004 unter Vertrag. 2005 ging er nach Frankreich. Hier schloss er sich dem Zweitligisten SCO Angers aus Angers an. Ende 2005 ging er nach Serbien, wo er bis 30. Juni 2008 für FK Budućnost Podgorica, FK Vojvodina und FK Borac Čačak spielte. Am 1. Juli 2008 kehrte er in seine Heimat zurück. Hier stand er bis Ende 2010 bei OFK Grbalj in Radanovići unter Vertrag. Nasaf Karschi, ein usbekischer Erstligist aus Qarshi, nahm ihn am 1. Januar 2011 unter Vertrag. Mit Qarshi gewann er 2011 den AFC Cup. Das Endspiel gegen den al Kuwait SC gewann man mit 2:1. Mit 10 Toren wurde er Torschützenkönig des AFC Cup. Nach zwei Jahren verließ er Usbekistan. In Thailand verpflichtete ihn der in Chonburi beheimatete Erstligist Chonburi FC. Die Rückrunde 2014 wurde er an den Sriracha FC ins benachbarte Si Racha ausgeliehen. Über die thailändischen Stationen Nakhon Ratchasima FC, BEC Tero Sasana FC, Sisaket FC und dem Krabi FC kehrte er im Januar 2017 nach Montenegro zurück. Hier spielte er bis Anfang Juli für seinen Jugendverein FK Sutjeska Nikšić. Am 31. Mai 2017 stand er mit dem Verein im Finale des montenegrinischen Pokals. Das Finale gegen FK Grbalj Radanovići gewann mam mit 1:0. Anfang Juli 2017 verpflichtete ihn der thailändische Zweitligist Rayong FC aus Rayong. Seine letzte Saison spielte er in der vierten thailändischen Liga. Hier lief er für den Huai Thalaeng United FC auf. Mit dem Klub spielte er in der North/Eastern Region der vierten Liga. Vom 1. Oktober 2018 bis Januar 2022 pausierte er. Von Februar 2022 spielte er bei dem unterklassigen montenegrinischen Verein FK Zora Spuž. Am 1. Juli 2022 beendete er seine Karriere als Fußballspieler.

## Erfolge
Nasaf Karschi
- AFC Cup: 2011

FK Sutjeska Nikšić
- Montenegrinischer Fußballpokal: 2016/17

## Auszeichnungen
AFC Cup
- Torschützenkönig: 2011